# Morné Steyn
Morné Steyn (wym. [mornɛ stɛin]; ur. 11 lipca 1984) – południowoafrykański rugbysta, grający na pozycji łącznika ataku. Występuje w reprezentacji RPA oraz w drużynie Bulls w lidze Super Rugby oraz w drużynie Blue Bulls w rozgrywkach klubowych w Południowej Afryce. Wraz z Bulls zdobył mistrzostwo ligi Super 14 w 2009 roku, kończąc sezon jako najlepiej punktujący zawodnik ligi i ustalając rekord zdobycia czterech drop goali w jednym meczu (ustanowił go w półfinale przeciwko Crusaders).
Ma w swoim dorobku Puchar Świata do lat 21, dwa zwycięstwa w Currie Cup, trzy tytuły ligi Super Rugby i triumf w Pucharze Trzech Narodów.